# 小林弘忠
小林 弘忠（こばやし ひろただ、1937年3月26日 - 2017年7月）は、日本のノンフィクション作家。

## 人物
東京生まれ。1960年早稲田大学教育学部卒業、毎日新聞東京本社に入社。社会部、地方版編集長、情報調査部長、メディア編成本部長などを歴任する。
1992年退社後、2002年まで立教大学、武蔵野女子大学などで講師のかたわら、ノンフィクションを中心とした執筆活動を続ける。
2006年『逃亡―「油山事件」戦犯告白録』で日本エッセイスト・クラブ賞受賞。

## 著書
- 『新聞記事ザッピング読解法』自由国民社 1993.12
- 『マスコミ小論文作法 受験生・マスコミ志望者・社会人の文章読本』1995.4 (三一新書)
- 『マスコミvs.オウム真理教』三一書房 1995.8
- 『マスコミ記事/ビジネス実用文・書き方入門 「文章表現」講座』自由国民社 1996.3
- 『新聞報道と顔写真 写真のウソとマコト』中公新書 1998.8
- 『巣鴨プリズン 教誨師花山信勝と死刑戦犯の記録』中公新書 1999.1、中公文庫 2007
- 『浮世はままよ 岸田吟香ものがたり』東洋経済新報社 2000.9
- 『『金の船』ものがたり 童謡を広めた男たち』毎日新聞社 2002.3
- 『ニュース記事にみる日本語の近代』日本エディタースクール出版部 2002.6
- 『急増する犯罪リスクと危機管理』講談社+α新書 2002.12
- 『大江戸「懐」事情 知れば知るほど』実業之日本社 2003.12
- 『江戸川柳で現代を読む』日本放送出版協会・生活人新書 2005
- 『私の戦後は終わらない 遺されたB級戦犯妻の記録』紀伊國屋書店 2005.7
- 『逃亡 「油山事件」戦犯告白録』毎日新聞社 2006.3、中公文庫 2010
- 『太平洋戦争 知れば知るほど』実業之日本社 2006.7
- 『熟年介護日誌 病人が病人を看るということ』日本放送出版協会 2007.6
- 『歴代首相 知れば知るほど』実業之日本社 2008.2
- 『天に問う手紙 無実の戦犯救済に半生をささげた植木信吉』毎日新聞社 2008.7
- 『満州開拓団の真実 なぜ、悲劇が起きてしまったのか』七つ森書館 2017.8

## 参考
- 著書の紹介文